# 김태수 (배우)
김태수(1983년 5월 21일 ~ ) 대한민국의 배우이다.

## 학력
- 진주보건대학 사무자동학과 중퇴

## 출연

### 방송

#### 드라마
- 2010년 MBC 민들레 가족
- 2015년 TvN 응답하라 1988

### 영화
- 2003년 실미도 - 정국 역
- 2005년 공공의 적 2 - PDA파 김이석 역
- 2005년 소년, 천국에 가다 - 캬바레 웨이터 역
- 2006년 방과후 옥상 - 덕풍고 2 역
- 2007년 두 얼굴의 여친 - 구창 후배들 역
- 2007년 판타스틱 자살소동 - segment 날아라 닭 - 놈 2 역
- 2008년 대한이, 민국씨 - 멀끔남 역
- 2008년 가루지기 - 넛동이 역
- 2008년 강철중: 공공의 적 1-1 - 유치장 사내 2 역
- 2009년 킬 미 - 어깨 3 역
- 2010년 내 남자의 순이 - 똥광 역
- 2012년 강철대오: 구국의 철가방 - 주윤발 역
- 2012년 26년 - 중석 역
- 2013년 전설의 주먹 - 재석 후배건달 (현재) 역
- 2014년 봄 - 한섭 역
- 2022년 공조2: 인터내셔날 - 문신남 역